# Un'indagine romantica. Lord Peter in viaggio di nozze
Un'indagine romantica. Lord Peter in viaggio di nozze (Busman's Honeymoon) è un romanzo giallo del 1937 di Dorothy L. Sayers, adattato da una sua commedia dallo stesso titolo: è l'ultimo romanzo completato dall'autrice con protagonista l'investigatore dilettante Lord Peter Wimsey.

## Trama
Dopo un fidanzamento di alcuni mesi, Lord Peter Wimsey e Harriet Vane finalmente si sposano. Hanno pianificato di trascorrere la loro luna di miele con solo il fedele Bunter a Talboys, una vecchia fattoria nell'Hertfordshire (di dove è nativa Harriet) che Wimsey ha comprato per lei, per eludere il pranzo di nozze e i numerosi giornalisti lì appostati.
Arrivano a tarda notte, scoprendo che la casa è ancora chiusa a chiave e non pronta. Riescono lo stesso ad accedere, e la prima notte di nozze si arrangiano. Ma il giorno dopo scoprono l'ex proprietario, Noakes, morto in cantina con ferite alla testa. Noakes era un uomo impopolare, un avaro e (si scopre) un ricattatore. Si presumeva che fosse benestante, ma risulta che era in bancarotta, doveva grandi somme di denaro e stava progettando di fuggire dai suoi creditori con i soldi pagati per Talboys. La casa era stata chiusa a chiave quando sono arrivati gli sposi, e le prove mediche sembrano escludere un incidente, quindi sembra che sia stato aggredito in casa e sia morto in seguito, avendo in qualche modo rinchiuso dopo il suo aggressore. 
Ovviamente partono subito le indagini, e Lord Peter non riesce a sottrarvisi: e così la sua diventa una "luna di miele del guidatore di autobus" (come da titolo originale), ovvero trascorsa facendo il lavoro svolto solitamente...in questo caso, indagando!
Ma la soluzione del caso gli costerà più di qualche rimorso, e il risorgere di tutti quei traumi da cui credeva di essersi liberato dopo la guerra, e anche se il colpevole viene assicurato alla giustizia, a Lord Peter rimangono i dubbi di poter condurre in futuro una nuova indagine - non a caso questo rimane l'ultimo romanzo di Wimsey completato dall'autore (anche se la saga verrà proseguita da Jill Paton Walsh partendo da alcuni frammenti incompiuti della stessa Sayers).

## Personaggi principali
- Lord Peter Wimsey, investigatore dilettante
- Lady Harriet Wimsey (nata Vane), sua moglie
- Mervyn Bunter, devoto valletto di Lord Peter
- Honoria, duchessa vedova di Denver, madre di Lord Peter
- William Noakes, precedente proprietario di Talboys
- Agnes Twitterton, sua nipote
- Frank Crutchley, meccanico e giardiniere
- Martha Ruddle, vicina di Noakes e donna delle pulizie
- Bert Ruddle, suo figlio
- Joseph Sellon, agente della polizia locale
- Sovrintendente Kirk, della polizia dell'Hertfordshire

## Edizioni italiane
- Dorothy L. Sayers, Un'indagine romantica. Lord Peter in viaggio di nozze, La Tartaruga, 1991.